# あしか祭り
『あしか祭り』（あしかまつり）は、村上春樹の短編小説。

## 概要
| 初出     | 『トレフル』1982年3月号                 |
| 収録書籍 | 『カンガルー日和』（平凡社、1983年9月） |

1991年1月刊行の『村上春樹全作品 1979～1989』第5巻（講談社）に収録される際、大幅に加筆修正がなされた。

## あらすじ
玄関のベルがカンコンと鳴り、ドアを開けると、そこにあしかが立っていた。「僕」は何がなんだかよくわからないままにあしかを部屋に通し、冷えた麦茶を出した。
「でもなんですねえ、高校野球も終わっちゃったし、プロ野球も巨人の優勝は決まっちゃったようなもんだし、何かこうもうひとつ盛りあがりませんねえ」とあしかは言い、部屋をぐるぐる見回した。
「失礼ですが、ずっとお一人で？」と訊かれ、「いや、家内がしばらく旅行に出ているもんですから」と答えると、あしかはクックッと楽しそうに笑った。
要するに、すべては自分の責任なのだ。たとえどんなに酔っ払っていても、新宿のバーで隣りに座ったあしかに名刺なんて渡すべきではなかったのだ。あしかは言った。「まあいわばあしかという存在に対する先生の象徴的援助を頂ければ、という程度のことなんです」
あしかという動物は相手のことをたいてい先生と呼ぶ。あしかは名刺を差し出した。「僕」は「あしか祭り実行委員長」と肩書きを読みあげた。

## 村上春樹の小説に登場するあしか
村上の作品に登場する動物というと、羊や象がよく知られているが、あしかもたびたび登場する。以下に作品の例を挙げる。
- 「あしか」（『村上春樹全作品 1979～1989』第5巻所収）
- 「月刊『あしか文芸』」（同上）
- 「マッチ」（『夢で会いましょう』所収）
- 「ラーク」（同上）
- 『世界の終りとハードボイルド・ワンダーランド』。主人公の「私」の台詞。「なにしろ今回の出来事に関しては僕の主体性というものはそもそもの最初から無視されてるんだ。あしかの水泳チームに一人だけ人間がまじったみたいなものさ。」[2]
- 「カンガルー通信」。語り手のことば。「正直に言って、僕はとても不満足です。間違えてあしかを死なせてしまった水族館の飼育係みたいな気分です。」[3]